# German Medical Science

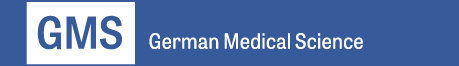
Logo GMS

GMS – German Medical Science ist ein seit 2003 bestehendes Portal für die Publikation elektronischer Fachzeitschriften aus verschiedenen medizinischen Fachgebieten. Wissenschaftliche Artikel durchlaufen vor der Veröffentlichung ein Peer-Review-Verfahren. Darüber hinaus werden Abstracts von wissenschaftlichen Konferenzen und Jahrestagungen sowie Forschungsberichte publiziert. Publikationssprachen sind Englisch und Deutsch.
GMS ist offen für neue Publikationsprojekte.

## Lizenzierung der Veröffentlichungen
Durch die Verwendung einer Creative-Commons-Lizenz wird gewährleistet, dass die bei GMS veröffentlichten Beiträge gemäß dem Ansatz des Open Access frei verfügbar sind und die Verwertungsrechte bei den Autoren und Autorinnen verbleiben.

## Projektpartner und Aufgabenverteilung
Das Portal GMS ist aus einem Gemeinschaftsprojekt der Arbeitsgemeinschaft der Wissenschaftlichen Medizinischen Fachgesellschaften (AWMF), des Deutschen Instituts für Medizinische Dokumentation und Information (DIMDI) – seit 2020 Bundesinstitut für Arzneimittel und Medizinprodukte (BfArM) – und der Deutschen Zentralbibliothek für Medizin (ZB MED) entstanden. Die Aufgaben im Projekt sind wie folgt verteilt:
- Die AWMF und ihre 182 Fachgesellschaften mit ca. 280.000 Mitgliedern stellen die Herausgeber/-innen (Editor/-innen, Co-Editor/-innen, Mitglieder der Editorial Boards), das Scientific Committee sowie die Gutachter/-innen für das Peer-Review-Verfahren.
- Das BfArM stellt die technische Infrastruktur bereit und sorgt für Implementierung und Betrieb der Plattform sowie die Archivierung der Publikationen.
- In der Hand von ZB MED liegen Projektleitung, Marketing, organisatorische Betreuung des redaktionellen Workflows und die Erschließung der Beiträge.

Für die kaufmännische Abwicklung der Geschäftsprozesse wurde die German Medical Science GMS gGmbH gegründet. Gründungsgeschäftsführer war Wolfgang Müller M.A., Leiter der Geschäftsstelle der AWMF.

## Zeitschriften im Portal
| Titel                                                                                                   | Herausgebende Fachgesellschaft | ISSN      |
| --- | --- | --------- |
| GMS German Medical Science – An Interdisciplinary Journal (nachgewiesen in MEDLINE bzw. PubMed Central) | Arbeitsgemeinschaft der Wissenschaftlichen Medizinischen Fachgesellschaften (AWMF)                                                           | 1612–3174 |
| GMS German Plastic, Reconstructive and Aesthetic Surgery – Burn and Hand Surgery                        | Deutsche Gesellschaft für Plastische, Rekonstruktive und Ästhetische Chirurgie (DGPRÄC), Deutsche Gesellschaft für Verbrennungsmedizin (DGV) | 2193–7052 |
| GMS Health Innovation and Technologies (nachgewiesen in PubMed Central)                                 | Deutsche Agentur für Health Technology Assessment (DAHTA)                                                                                    | 1861–8863 |
| GMS Hygiene and Infection Control (nachgewiesen in PubMed Central)                                      | Deutsche Gesellschaft für Krankenhaushygiene (DGKH)                                                                                          | 1863–5245 |
| GMS Infectious Diseases                                                                                 | Paul-Ehrlich-Gesellschaft für Infektionstherapie (PEG)                                                                                       | 2195–8831 |
| GMS Interdisciplinary Plastic and Reconstructive Surgery DGPW (nachgewiesen in PubMed Central)          | Deutsche Gesellschaft für Plastische und Wiederherstellungschirurgie (DGPW)                                                                  | 2193–8091 |
| GMS Journal of Arts Therapies – Journal of Art-, Music-, Dance-, Drama- and Poetry-Therapy              | Wissenschaftliche Fachgesellschaft für Künstlerische Therapien (WFKT)                                                                        | 2629–3366 |
| GMS Journal for Medical Education (nachgewiesen in MEDLINE bzw. PubMed Central)                         | Gesellschaft für Medizinische Ausbildung | 1860–3572 |
| GMS Medizin – Bibliothek – Information                                                                  | Arbeitsgemeinschaft für Medizinisches Bibliothekswesen (AGMB)                                                                                | 1865-066X |
| GMS Medizinische Informatik, Biometrie und Epidemiologie                                                | Deutsche Gesellschaft für Medizinische Informatik, Biometrie und Epidemiologie (GMDS)                                                        | 1860–9171 |
| GMS Mitteilungen aus der AWMF                                                                           | Arbeitsgemeinschaft der Wissenschaftlichen Medizinischen Fachgesellschaften (AWMF)                                                           | 1860–4269 |
| GMS Onkologische Rehabilitation und Sozialmedizin                                                       | Deutsche Gesellschaft für Hämatologie und Onkologie (DGHO)                                                                                   | 2194–2919 |
| GMS Ophthalmology Cases – An Open Access Journal                                                        | Bundesverband Deutscher OphthalmoChirurgen e. V. (BDOC)                                                                                      | 2193-1496 |
| GMS Zeitschrift für Audiologie – Audiological Acoustics                                                 | Deutsche Gesellschaft für Audiologie (DGA)                                                                                                   | 2628–9083 |
| GMS Zeitschrift zur Förderung der Qualitätssicherung in medizinischen Laboratorien                      | Gesellschaft zur Förderung der Qualitätssicherung in medizinischen Laboratorien (INSTAND e. V.)                                              | 1869–4241 |
| GMS Zeitschrift für Hebammenwissenschaft                                                                | Deutsche Gesellschaft für Hebammenwissenschaft e. V. (DGHWi)                                                                                 | 2366–5076 |

## Bücher im Portal
| Titel                                                                          | Herausgebende Fachgesellschaft                                                                           |
| ------------------------------------------------------------------------------ | --- |
| GMS Living Textbook of Hand Surgery:                                           | Handchirurgie weltweit e.V.                                                                              |
| GMS Online Lehrbuch der Medizinischen Psychologie und Medizinischen Soziologie | Deutsche Gesellschaft für Medizinische Psychologie und Deutsche Gesellschaft für Medizinische Soziologie |
| GMS Urogenital Infections and Inflammations                                    | European Association of Urology                                                                          |